# Rio Glomma
O rio Glomma ou Glåma ( PRONÚNCIA) é um rio do sul da Noruega. Lança as suas águas no fiorde de Oslo, junto à cidade de Fredrikstad, após 604 km de percurso. É o rio com maior extensão não só da Noruega como de toda a Escandinávia, e possui centrais hidroelétricas. Tem 698 m³/s de caudal médio, e a sua bacia hidrográfica abrange cerca de 42000 km², ou seja, 13% do total do território da Noruega. Desagua em Fredrikstad no Escagerraque, o estreito que liga o mar do Norte ao mar Báltico. 
O nome Glomma é usado nos condados de Østfold e Akershus. Nos condados de Hedmark e Sør-Trøndelag o rio é chamado Glåma. O nome é muito antigo e de significado desconhecido. Há várias localidades cujo nome provém deste rio, como Glåmdal e Glåmos.

## Percurso
O Glomma nasce no lago Aursunden, perto de Røros, no condado de Sør-Trøndelag e percorre mais de 600 km até ao fiorde de Oslo, desaguando em Fredrikstad. Os seus principies afluentes são o Vorma, que nasce no lago Mjøsa e desagua no Glomma no município de Nes, Akershus.
Por passar por alguns dos locais mais ricos em floresta da Noruega, o rio fio historicamente sendo usado para transporte de troncos. A combinação de um grande número de matérias primas, a energia hidráulica e o fácil transporte ao longo dos séculos, alimentou a instalação de indústrias nas proximidades do rio. Algumas das indústrias de fabrico e transformação de maior dimensão da Noruega ficam perto da foz do Glomma, onde o fornecimento de madeira e a obtenção de energia hidroelétrica contam com excelentes instalações portuárias.
Na parte superior do vale do Glomma, as explorações ficam a cerca de 500 m de altitude, algo inferior à de Gudbrandsdal, o que se reflete em clima mais frio. A vegetação arbórea conta com bosques de bétula, elevando-se até aos 900 m de altitude em Østerdal.